# Петрино
Петрино (мкд. Петрино) насеље је у Северној Македонији, у јужном делу државе. Петрино припада општини Ресан.

## Географија
Насеље Петрино је смештено у југозападном делу Северне Македоније. Од најближег већег града, Битоља, насеље је удаљено 42 km западно, а од општинског средишта 10 km западно.
Петрино се налази у области Горње Преспе, области око западне и северне обале Преспанског језера. Насеље је смештено на западним падинама планине Галичице. Источно од насеља се пружа поље. Надморска висина насеља је приближно 1.100 метара.
Клима у насељу је планинска због знатне надморске висине.

## Становништво
Петрино је према последњем попису из 2002. године било без становника. 
Претежно становништво у насељу били су етнички Македонци.
Већинска вероисповест било је православље.